# 새벽 거리에서
새벽 거리에서(夜明けの街で, Before Sunrise)는 일본에서 제작된 와카마츠 세츠로 감독의 2011년 드라마, 멜로/로맨스, 미스터리 영화이다. 키시타니 고로 등이 주연으로 출연하였고 이소야마 아키 등이 제작에 참여하였다.

## 출연

### 주연
- 키시타니 고로
- 후카다 쿄코

### 조연
- 키무라 타에
- 이시구로 켄
- 키카와다 마사야
- 타나카 켄
- 만다 히사코
- 나카무라 마사토시

## 제작진
- 원작자: 히가시노 게이고
- 주제가: 쿠보타 토시노부